# Tine Stange
Tine Stange, née le 14 mai 1986 à Tønsberg, est une handballeuse internationale norvégienne.
En 2011, elle remporte la Ligue des champions avec son club de Larvik HK.

## Palmarès

### Sélection nationale
championnat du monde 
- 3e du championnat du monde 2009[4]

championnat d'Europe 
- vainqueur du championnat d'Europe 2010

autres
- finaliste du championnat du monde junior en 2005

### Club
compétitions internationales
- vainqueur de la Ligue des champions en 2011 (avec Larvik HK)
- vainqueur de la Coupe d'Europe des vainqueurs de coupe en 2005 et 2008 (avec Larvik HK)

compétitions nationales
- championne de Norvège en 2005, 2006, 2007, 2008, 2009, 2010, 2011, 2012, 2013, 2014, 2015, 2016 et 2017 (avec Larvik HK)
- vainqueur de la coupe de Norvège en 2004, 2005, 2006, 2007, 2009, 2010, 2012, 2013, 2014, 2015, 2016 et 2017 (avec Larvik HK)